# Samsung serie Q1
Con il termine Q1 Samsung indica la propria linea di dispositivi miniportatili ed ultraportatili (meglio noti come UMPC).
Alla serie Q1 appartengono in realtà diversi modelli presentati a partire dagli inizi del 2007 e l'ultimo in ordine di tempo è rappresentato dal modello "Q1 Ultra" presentato nei primi mesi del 2008.

## Q1

### Caratteristiche tecniche
Il primo esemplare della serie Q1 è stato anche uno dei primi sistemi UMPC ispirati al progetto Microsoft Origami presentato nel 2006. Esso poteva essere avviato attraverso due sistemi operativi differenti, il classico Windows XP, oppure la particolare versione Windows XP Embedded che, installata in una partizione dedicata, forniva rapido accesso ad AVStation Now, un lettore multimediale in grado di riprodurre musica, foto e video, senza però fornire la classica interfaccia di Windows; la presenza di questo doppio sistema operativo è stata una prerogativa solo di questo primo modello.
Di seguito viene riportato un elenco della caratteristiche tecniche del primo modello:
- Monitor - 7 pollici (18 cm), 800 x 480 pixels (WVGA), tecnologia SuperBright
- CPU - Intel Celeron M ULV (Ultra Low Voltage) a 900 MHz
- Memoria RAM - 512 MB DDR2
- Hard disk - 40 GB PATA (4200 rpm)
- Connettività LAN - LAN a 100 Mbit/s
- Connettività wireless - Wi-Fi 802.11 b/g, Bluetooth
- Lettore memory-card - CompactFlash
- Altoparlanti - 2 (stereo)
- Microfono - Microfoni ad array
- Peso - 0,78 kg (con batteria)
- Batteria - 3 celle (3 ore di autonomia)
- Sistema Operativo - Windows XP e Windows XP Embedded
- Prezzo medio - 900 euro

Il primo Q1 veniva equipaggiato con il processore Intel più efficiente fino a quel momento, vale a dire una particolare versione del Celeron M (basato su core Dothan-1024) a bassissimo voltaggio e funzionante a 900 MHz. Le prestazioni non erano ovviamente al top, ma era necessario per poter contenere il più possibile i consumi e salvaguardare quindi la durata della batteria, che si aggirava sulle 3 ore circa.
Alcuni test indipendenti dimostrarono anche che lo slot per la memoria CompactFlash integrato nel prodotto era molto più lento di un analogo lettore collegato via USB al dispositivo e, forse a causa di tale lacuna, le versioni successive non offriranno più tale tipo di supporto di memoria.

### Varianti del primo Q1

#### Q1 SSD
Pochi mesi dopo la presentazione del primo Q1, venne presentata anche una variante denominata "Q1 SSD", in cui l'unica differenza era rappresentata dalla sostituzione del tradizionale hard disk da 40 GB con un disco SSD (Solid State Disk) da 32 GB prodotto dalla stessa Samsung. Lo scopo non era quello di aumentare le prestazioni velocistiche ma quello di diminuire il consumo di energia e di aumentare la robustezza dell'intero dispositivo che diventava molto più tollerante agli urti data l'assenza di parti mobili. L'utilizzo di tale tipo di disco però fece quasi raddoppiare il prezzo rispetto al Q1 standard.

#### Q1P
Del primo esponente della serie Q1 venne presentata anche un'ulteriore variante potenziata denominata "Q1P". La maggior parte delle specifiche hardware rimaneva identica, ma era disponibile un processore più potente, vale a dire un Pentium M Dothan (in particolare il modello 723 ULV funzionante a 1 GHz) che, tra le altre cose, portava con sé la tecnologia di risparmio energetico SpeedStep. Era inoltre possibile acquistare una batteria a 6 celle per duplicare l'autonomia, ed era preinstallato il sistema operativo Windows Vista.
Di seguito viene riportato un elenco della caratteristiche tecniche specifiche del modello "Q1P" e che lo differenziavano dal primo "Q1":
- CPU - Intel Pentium M ULV (Ultra Low Voltage) 723 a 1 GHz
- Memoria RAM - 1 GB DDR2
- Hard disk - 60 GB PATA (4200 rpm)
- Batteria - disponibile sia a 3 celle (3 ore di autonomia) sia a 6 celle (6 ore di autonomia)
- Sistema Operativo - Windows Vista

## Q1b
La seconda generazione degli UMPC della serie Q1 venne chiamata "Q1b", e portava con sé un aumento dell'autonomia generale della batteria, unita ad un contestuale aumento della luminosità dello schermo di circa il 30% rispetto al predecessore, grazie anche alla retroilluminazione a LED.
Vennero eliminate la porta di rete LAN e lo slot per la memoria CompactFlash, mentre la sezion audio vide la riduzione ad un unico altoparlante monofonico e un solo microfono; si tratta di scelte tecniche probabilmente dettate dalla volontà di contenere il più possibile i costi produttivi e aumentare l'autonomia di funzionamento.
Di seguito viene riportato un elenco della caratteristiche tecniche del modello "Q1b":
- Monitor - 7 pollici (18 cm), 1024 x 600 pixels, tecnologia SuperBright
- CPU - Via C7-M ULV (Ultra Low Voltage) a 1 GHz
- Memoria RAM - 512 MB DDR2
- Hard disk - 40 GB PATA (4200 rpm)
- Connettività wireless - Wi-Fi 802.11 b/g, Bluetooth 2.0
- Altoparlanti - 1 (mono)
- Microfono - 1
- Batteria - 3 celle (5 ore di autonomia)
- Sistema Operativo - Windows XP
- Prezzo medio - 900 euro
- Accessori - moduli WiBro e HSDPA

Il processore era diventato un Via C7-M da 1 GHz, dalle prestazioni paragonabili al Celeron M ULV utilizzato nel modello precedente, mentre il sistema operativo a disposizione ora è solo Windows XP tradizionale. Per compensare l'assenza della scheda di rete LAN, il supporto al Bluetooth venne portato alla versione 2.0, mentre vennero resi disponibile opzionalmente anche 2 moduli necessari al collegamento wireless agli standard WiBro e HSDPA.

## Q1 Ultra

### Caratteristiche tecniche

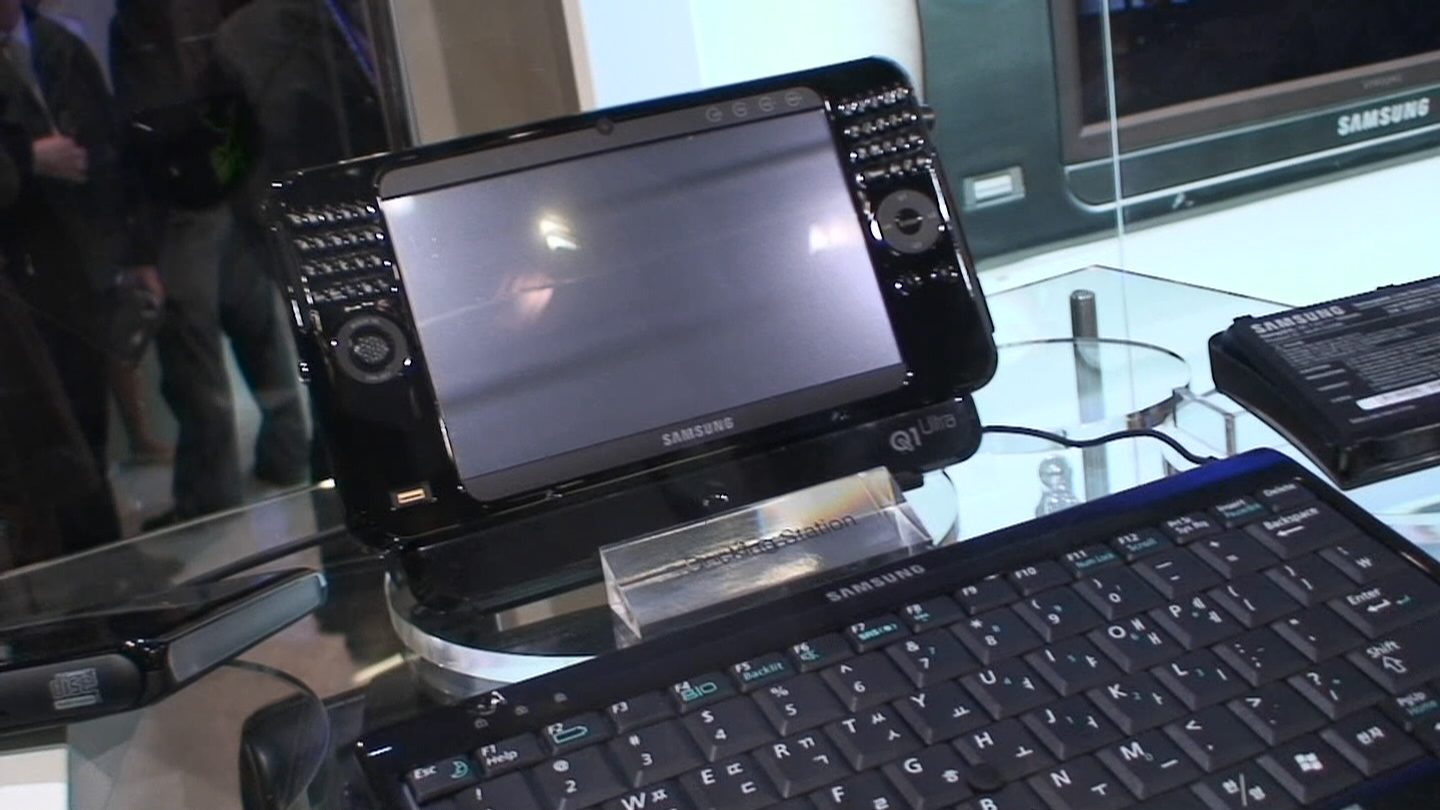
Samsung Q1 Ultra

Nella nuova versione "Ultra" il mouse è stato sostituito da un piccolo joystick ultrapiatto e da 2 pulsanti ai lati dello schermo, dove è stata posizionata anche una nuova tastiera integrata divisa in due parti (una per lato). Dato che comunque l'utilizzo di una tastiera integrata si rivela spesso scomodo, nella confezione viene inclusa anche un'ulteriore tastiera USB di dimensioni maggiori.
Di seguito viene riportato un elenco della caratteristiche tecniche del modello "Ultra":
- Monitor - 7 pollici (18 cm), 1024 x 600 pixels, tecnologia SuperBright
- CPU - Intel A110 (800 MHz)
- Chipset - Intel 945GULX + ICH7X
- Memoria RAM - 1 GB DDR2 a 667 MHz
- Chip grafico - Intel GMA 950, 128 MB
- Hard disk - 60 GB PATA (4200 rpm)
- Suono - HD Audio
- Connettività wireless - Wi-Fi 802.11 b/g, Bluetooth 2.0 + EDR
- Connettività LAN - LAN a 100 Mbit/s
- Lettore memory-card - SD e MMC
- Fotocamera - 1,3 Mpixels (posteriore), 0,3 Mpixels (frontale)
- Dimensioni - 227,5 x 123,9 x 22,9-23,9 mm
- Peso - 0,69 kg (con batteria)
- Sistema Operativo - Windows XP
- Prezzo medio - 900 euro

La CPU è il modello "A110", prodotto da Intel, e basato sul core Stealey funzionante a 800 MHz e pensato quindi per mantenere il più possibile bassi i consumi, sebbene a scapito delle prestazioni generali, specialmente con applicazioni pesanti. In effetti l'abito di utilizzo tipico di questi dispositivi è quello delle applicazioni di tipo Office e quindi non troppo esose in termini di potenza richiesta.
Il chipset è invece una variante dell'i945 Lakeport (che nella particolare versione dedicata agli UMPC è conosciuta con il nome in codice di Little River) abbinata al southbridge ICH7 e al sottosistema video GMA 950 funzionante a 400 MHz e in grado di sfruttare fino a 128 MB di memoria di sistema che però è limitata ad 1 GB di DDR2 e si tratta quindi di un quantitativo un po' scarso per un corretto funzionamento con il sistema operativo Windows Vista (la stessa Microsoft consiglia 2 GB di memoria per un funzionamento fluido).
Oltre al ridotto quantitativo di memoria RAM, anche la capienza dell'hard disk lascia un po' delusi, essendo limitata a soli 60 GB; basti pensare che già dal 2007 sono in commercio alcune versioni del lettore iPod, sviluppato da Apple dotate di hard disk da 80 e 120 GB.

#### Piattaforma "McCaslin" per il Q1 Ultra
L'utilizzo del processore A110 Stealey e del chipset Little River evidenzia il fatto che la versione "Ultra" della serie Q1 è basata sulla seconda generazione di piattaforme Intel pensate per i sistemi UMPC, e conosciuta con il nome di McCaslin (arrivata sul mercato con il nome di Intel Ultra Mobile Platform 2007).